# 德索托縣 (佛羅里達州)
德索托縣（英語：DeSoto County）是位於美國佛羅里達州的一個縣，位於佛羅里達半島西南部。面積1,656平方公里。根據美國人口調查局2000年統計，共有人口32,209人。縣治阿卡迪亞（Arcadia）。
成立於1887年5月19日。縣名紀念西班牙探險家德索托（Hernando De Soto）。本州另有赫爾南多縣紀念之。